# Maroussi BC
El Maroussi Atenas BC es un club de baloncesto con sede en Maroussi, una ciudad de la prefectura de la ciudad de Atenas, Grecia. Fundado en 1950, juega en la liga griega. Aunque no tiene títulos de su liga doméstica, si consiguió ganar un título continental, la Copa Saporta 2001.
Disputa sus partidos en el Maroussi Indoor Hall, que tiene una capacidad para 2000 espectadores.

## Palmarés
- Campeón Copa Saporta: 1 (2001)
- Subcampeón A1_Ethniki: 1 (2004)
- Subcampeón Copa Griega: 2 (2002, 2006)
- Subcampeón FIBA EuroChallenge: 1 (2004)
- Campeón A2_Ethniki: 1 (2023)